# Pachyteria hageni
Pachyteria hageni är en skalbaggsart som beskrevs av Conrad Ritsema 1888. Pachyteria hageni ingår i släktet Pachyteria och familjen långhorningar. Inga underarter finns listade i Catalogue of Life.